# Антоније Леохновски
Антоније Леохновски (рођ. Антоније Венијаминов; око 1526, Твер - 1611, 1612 или 1613, Новгород) - монах, аскета. Оснивач и покровитељ Леохновског манастира.
Канонизован је од стране Руске православне цркве као светитељ. Један од најпоштованијих светитеља у Новгородској области.

## Биографија
Рођен око 1526. године у Тверу. Васпитаван је у хршчанском духу. У зрелијем добу, Антоније је почео да тежи већим подвизима. Одбацивши племенитост и земаљске почасти, Антоније је изабрао свој животни пут - да се потпуно посвети Богу, населивши се на осамљеном месту. Стигао је у Новгородску земљу и нашао уточиште у Рубљовској пустоши.
Подручје где се настанио свети Антоније било је планинско и покривено густом шумом. Као дом, ископао је себи малу пећину, у којој је почео да води строги подвижнички живот. Влажна земља служила је Антонију као кревет. Његова уобичајена храна био је хлеб, који је узимао на заласку сунца да ојача своје исцрпљено тело.
Водећи праведни духовни живот у Рубљовској пустињи, Антоније је добио дар чуда. Упркос повучености, слава о Антонију се проширила далеко, а многи су настојали да га лично упознају.
Антонију, који је био у непрестаној молитви, јавио се анђео и рекао му да иде на место које је назвао Леохне. Покоравајући се вољи Божијој, Антоније је отишао на назначено место. Овде га је замонашио монах Тарасије. Заједно су подигли цркву. Новгородски архиепископ је дозволио да се храм освешта и послао им антимензион. Дакле, храм је освећен на празник Преображења Господњег. Временом су и други верници почели да теже леохновским подвижницима. Настао је манастир Леохнов, а место, које је некада било пусто, сада место испуњено верницима. Антоније је дао упутства осталим подвижницима и показао им пример потпуног предања Богу.
Преминуо је у 86. години у Новгороду. Сахрањен је у цркви Светог јеванђелисте Луке у Новгороду. Време његове смрти приписује се 1611, 1612 или 1613. години. Неколико година после његове смрти (1630. године), Антонијеве мошти су пренете у манастир Леохнов.
Православна црква прославља светог Антонија 17 (30) октобра.